# Acanthurus nubilus
Acanthurus nubilus es una especie de pez del género Acanthurus, familia Acanthuridae. Fue descrita científicamente por Fowler & Bean en 1929.
Se distribuye por el Pacífico Indo-Occidental: Indonesia, islas de la Sociedad y Nueva Caledonia. También en las islas Australes, Filipinas y las Marianas. La longitud total (TL) es de 26 centímetros. Se ha registrado en pequeños grupos y puede alcanzar los 90 metros de profundidad.
Está clasificada como una especie marina inofensiva para el ser humano.